# Halophytophilus fusiformis
Halophytophilus fusiformis är en kräftdjursart som beskrevs av Alessandro Brian 1918. Halophytophilus fusiformis ingår i släktet Halophytophilus och familjen Ectinosomatidae. Inga underarter finns listade i Catalogue of Life.